# Спојено писање речи
Спојене речи су оне речи између којих, у писаном тексту, нема белине. Код писања неких речи проблем се углавном своди на разликовање сложеница (нема белине) од полусложеница (речи писане са цртицом) и израза или синтагми (групе речи које су повезане функцијом и значењем), које се пишу или спојено или одвојено.

## Именице
Из ове групе се сложенице и изведенице пишу спојено.

### Несамосталност једне или обеју саставница
Обележје прве саставнице је, осим непроменљивости (чији је формални знак најчешће спојни вокал - по правилу -о-), крњење речи или преузимање готових облика из других језика.
Обележје друге саставнице је такође преузимање готових речи из других језика, али и додавањем суфикса и крњење речи свођењем на саму основу.
-Примери: родо+љуб(-родољуба итд), бого+слов, бродожградилиште, ледо+ломац, трозуб(-трозуба), дво+сед, криво+клетство, Зеленгора(-Зеленгоре); астро+ном, гео+графија, агро+номија, англо+фоб, нарко+ман, пра+баба, био+графија итд;

### Обједињеност акцента
Обједињеност акцента обухвата изговор с једним акцентом и без паузе између саставница (уз ретка, по правилу квалификована као нестандардна, одступања)
-Примери: бео+град - Београд, чувар+кућа - чуваркућа, мало+летник - малолетник, страхо+влада - страховлада, пољо+привреда - пољопривреда, југо+славија - Југославија итд.;

### Добијање новог значења
Када реч добије ново значење које настаје обједињавањем саставница једнопојмовно (чешће) или двопојмовно.
1. Једнопомојвно: Београд(бео+град), висибаба(виси+баба), Вирпазар(вир+пазар), перорез(перо+рез), бабарога (баба+рога) итд.
2. Двопојмовно: богочов(ј)ек(бог+чов(ј)ек), купопродаја(куповина и продати), примопредаја(пријем и предаја), Евроазија (Европа и Азија), с(ј)евероисток(север и исток)

## Придеви
Придевске сложенице обједињене по изговору и значењу, направљене по сличним начелима као и именице пишу се спојено.

### Настале од једне или обе несамосталне саставнице
-Примери: англоамерички, афроазијски, евроамерички, робноновчани, научнотехнички, даноноћни, авиомеханичарски, псеудокласицистички, богобојажљив, доброћудан, понолетан(ијек. пунољетан), самоникао, спасоносан, родољубив, полусложенички, петпарачки, зимзелен, безбрад, злурад итд.

### Настале извођењем из синтагми
Настале су извођењем из двочланих синтагми обједињених по значењу (значењски), где је прва најчешће подређена другој и ближе је одређује:
-Примери: мрзовољан, тврдокоран, брзоходан, водоносан, новогодишњи, спољнотрговински, нискобуџетни, државноправни, кривичноправни, народноосолободилачки, социјалдемократски, добродошао, стармали итд.

### Додавањем префикса или речце не (за негирање)
-Примери: безгласан, изванбрачни, међудржавни, надбубрежни, наочит, наглув, престар, повелик, омален, нажут, сулуд, невелик, невесео, недраг, нељудски, невидљив, несувисао итд.

### Изведени од вишечланих имена
Спојено се пишу и придеви настали од разних вишечланих имена, која се пишу одвојено или као полусложенице.
-Примери: донкихотовски (према Дон Кихот), вангоговски (према Ван Гог), југобогдановски (према Југ-Богдан), иванићградски (према Иванић Град), буеносајрески (према Буенос Ајрес), западноевропски (према Западна Европа), источнохерцеговачки (према Источна Херцеговина).
Сложени придеви изведени из појединих вишечланих имена која су састављена од појмова који као самостална имена имају и своја посебна значења, разликују се по значењу и начину писања од придевских полусложеница којима се се описује однос између тих појмова као самосталних имена. На пример, вишечлано име Босна и Херцеговина састављено је од обласног имена Босна и обласног имена Херцеговина, тако да се из вишечланог имена Босна и Херцеговина изводи сложени придев босанскохерцеговачки, који се односи на Босну и Херцеговину као целину, док се за описивање неког односа између Босне на једној и Херцеговине на другој страни користи придевска полусложеница босанско-херцеговачки. На пример, израз босанскохерцеговачка граница означава границу Босне и Херцеговине (као целине) према другим државама, док израз босанско-херцеговачка граница означава границу између области Босне на једној и области Херцеговине на другој страни.
Исто правило важи и за придеве изведене из вишечланог имена Косово и Метохија и појединачних обласних имена Косово и Метохија, тако да израз косовскометохијска граница означава границу Косова и Метохије као целовите области, док израз косовско-метохијска граница означава границу између области Косова на једној и области Метохије на другој страни.
Када се придев изводи наставцима -ов или -ев и ин од вишечланих имена, НЕ пише се спојено - Дела Белин речник, Винсент ван Гогов, Кнез Михаилова улица, тетка Станин, газда Николин, чика протин, чика Јовин итд.

### Када се прилог сложен са придевом не наглашава посебно
-Примери: многопоштовани, високоуважени, горепоменути, гореименовани, нижеименовани, долепотписани, средњоразвијен, нископродуктиван, добродошао, такозвани
-Када се прва саставница наглашава, пише се одвојено(много поштовани, високо ц(иј)ењени, горе наведени, средње продуктиван, високо пласиран, добро дошао). Такође треба нагласити да се неки придеви пишу спојено јер имају само један акценат и то на другом делу сложенице (велеуважени, општеважећи, новоподигнут, новопечени)

### Придевске сложенице за обележавање нијанси
Нијансе боја нпр. се пишу спојено (мркожут, црвеносмеђ, зеленкастоплав, плавозелен, тамнозелен итд.), док се комбинације боја (плаво-зелена комбинација, црвено-б(иј)ели дресови, црно-б(иј)ела техника, Црно-жута монархија (Аустроугарска) итд.) се пишу са цртицом.

### Придевске сложенице за исказивање посебног значења неког топонима
Описни израз, којим се исказује неко посебно значење одређеног топонима, претвара се у придевску сложеницу спајањем описног појма са одговарајућим ктетиком – присвојним придевом изведеним из поменутог топонима. На пример, описни израз "црногорска Херцеговина", којим се означава део историјске Херцеговине који се налази у данашњој Црној Гори (црногорски део Старе Херцеговине), претвара се у придевску сложеницу "црногорскохерцеговачки", која се односи на поменуту област. Насупрот томе, придевска полусложеница "црногорско-херцеговачки" (са цртицом) има другачије значење и описује однос између Црне Горе (у целини) и Херцеговине (у целини).

## Заменице

### Сложене заменице
-Примери: неко, свако, којеко, гд(ј)еко, нешто, свашта, којешта, штошта, неки, некоји, некакав, сваки, нечији, којечији, којекакав итд.

### Заменице сложене сани-илии-у падежима без предлога
-Примери: нико, никог(а), ником(е), ико, ишта, ништа, иједан, ниједан, никоји, никоји, ичији, ничији, икакав, никакав
Када се ове заменице примене у падежу са предлогом НЕ пишу се спојено.

### Речцагодса заменицом
Само када је ненаглашена и када појачава неодређено значење, речца год се пише спојено: когод, какогод, штогод, какавгод, док се у осталим случајевима НЕ пише спојено.

## Бројеви

### Бројеви од 200 до 900
Бројеви од 200 до 900 се пишу спојено: дв(ј)еста, триста, четиристо, шестсто, деветсто итд.

### Именичке и придевске изведенице од вишечланих бројева
-Примери: двадесетпетица, седамдесетседмогодишњица, деветстопетогодишњица, двадесетпетогодишњакиња, двадесетодневни итд.
Могу се такође писати у комбинацији са бројевима да би се избегле дуге речи (48-часовни, 75-годишњица, 30-сатни ПОГРЕШНА ЈЕ УПОТРЕБА ТАЧКЕ УМЕСТО ЦРТИЦЕ! Неправилно је 48. часовни као и писање с морфолошком назнаком у 76-тој години. Треба писати или све словима или бројевима)

### Помоћна речпут
Помоћна реч пут пише се спојено само са бројевима један, два и три(једанпут, двапут, трипут), али када се користи пута онда се пише одвојено(два пута, три пута, пет пута итд.)
Такође се обадва, обадвоје, обадве пише спојено, али сва три, све троје, сва тројица одвојено.

### Бројеви са предлозима
Бројеви се углавном не спајају са предлозима - изузетак су спојеви предлога на и у са збирним бројевима: натроје, надвоје, удвоје, утроје, али: дели на троје деце, узда се у двоје.

## Глаголи

### Енклитички облици помоћних глагола
Енклитички облици помоћних глагола спајају се само у футуру глагола на -ти, односно -сти (знаћу, знаћеш, знаће, знаћемо, знаћете, знаће, трешћу, одвешћемо, чућеш итд.) У осталим случајевима пише се одвојено.

### Речцане
Речца не пише се спојено само у облицима попридевљених глаголских облика (као што је трпни придев) и у творби глаголских именица и изведених прилога.
-Примери: непознат, нетакнут, неуспео, непостојећи, неодговарајући, незнање, неоспорно, неразум(иј)евање, нев(ј)еродостојно итд.
У ОСТАЛИМ СЛУЧАЈЕВИМА РЕЧЦА НЕ СЕ УВЕК ПИШЕ ОДВОЈЕНО ОД ГЛАГОЛА!

## Прилози

### Сложени прилози
-Примери: гдекад, кадгод, каткад, кудгод, којекако, допослетка, донедавно, доскора, доскоро, посве, узасве, такорећи(прилог и речца)

### Прилози сложени сане-ии-
-Примери: некад(а), никад(а), некако, немало, нигд(ј)е, низашта, ниоткуд(а), нипошто, никако, икад(а), игд(ј)е, икако, иоткуда, ионако ('без обзира на све друго' и 'иначе', али и и овако, и онако)

## Предлози
Сложени предлози се пишу спојено(испод, испред, између, изнад, изван, наспрам, насред, покрај, поткрај, прекопута, заради, поради, доврх, наврх, уврх, накрај, покрај, надно, подно, садно, уочи итд.)

## Везници,речцеиузвици
Везници мада и иако се пишу спојено у допусном значњу, као нпр: Положио је вожњу иако се није надао. Али, у споју везника и и условног везника ако одвојено: И ако те замоли, послушаћеш је. Спојено се такође пише и узвик упомоћ